# Els Palenys
Els Palenys és un paratge a cavall dels termes municipals de Sant Quirze Safaja, a la comarca del Moianès, i de Sant Feliu de Codines, al Vallès Oriental.
Està situada al sud-oest del Maset, a l'extrem de llevant del Serrat de l'Escaiola i al de ponent del Serrat Rodó, al nord del Racó del Berenguer.